# Jason Chimera
Jason Chimera (* 2. Mai 1979 in Edmonton, Alberta) ist ein ehemaliger kanadischer Eishockeyspieler. Der Flügelstürmer absolvierte über 1100 Spiele in der NHL und stand dabei für die Edmonton Oilers, Columbus Blue Jackets, Washington Capitals, New York Islanders und Anaheim Ducks auf dem Eis. Mit der kanadischen Nationalmannschaft gewann er bei der Weltmeisterschaft 2007 die Goldmedaille.

## Karriere
Jason Chimera begann seine Karriere als Eishockeyspieler in der Western Hockey League, in der er von 1996 bis 1999 bei den Medicine Hat Tigers und zum Ende der Saison 1998/99 bei den Brandon Wheat Kings spielte. In dieser Zeit wurde er im NHL Entry Draft 1997 in der fünften Runde als insgesamt 121. Spieler von den Edmonton Oilers ausgewählt. In der Saison 1997/98 spielte der Angreifer erstmals im professionellen Eishockey, als er vier Spiele in der American Hockey League, für das Farmteam der Oilers, die Hamilton Bulldogs bestritt. In der Saison 2000/01 gab Chimera für Edmonton sein Debüt in der National Hockey League.
Obwohl er im Juni 2004 von den Phoenix Coyotes verpflichtet wurde, absolvierte Chimera nie ein Spiel für die Mannschaft, da die NHL-Saison 2004/05 aufgrund des Lockouts nicht ausgespielt wurde. In dieser Spielzeit stand Chimera in Italien beim HC Varese unter Vertrag. Nach Wiederaufnahme des Spielbetriebs in der NHL wurde der Flügelspieler im Oktober 2005 an die Columbus Blue Jackets abgegeben. Nach über vier Jahren in Columbus wurde er am 28. Dezember 2009 für Milan Jurčina und Chris Clark an die Washington Capitals abgegeben.
Nach knapp sechs Jahren in Washington erhielt Chimera nach der Saison 2015/16 keinen neuen Vertrag von den Capitals und schloss sich daher im Juli 2016 als Free Agent den New York Islanders an. Im Trikot der Islanders absolvierte der Angreifer im Februar 2017 sein 1000. Spiel in der NHL.
Im Februar 2018 wurde Chimera zur Trade Deadline im Tausch für Chris Wagner an die Anaheim Ducks abgegeben. Dort beendete er die Saison 2017/18, erhielt von den Ducks jedoch keinen weiterführenden Vertrag. Dies sollte zugleich das Ende seiner aktiven Karriere bedeuten, in der er 1107 NHL-Partien bestritten und dabei 415 Scorerpunkte erzielt hat.

### International
Für Kanada nahm Chimera an der U20-Weltmeisterschaft 1999 teil, bei der er mit der Mannschaft die Silbermedaille gewann. Zudem wurde Chimera mit Kanada 2007 Weltmeister und gewann 2008 die Silbermedaille.

## Erfolge und Auszeichnungen
- 2002 AHL All-Star Classic
- 2002 AHL First All-Star Team

### International
- 1999 Silbermedaille bei der U20-Weltmeisterschaft
- 2007 Goldmedaille bei der Weltmeisterschaft
- 2008 Silbermedaille bei der Weltmeisterschaft

## Karrierestatistik

### International
Vertrat Kanada bei:
- U20-Weltmeisterschaft 1999
- Weltmeisterschaft 2007
- Weltmeisterschaft 2008
- Weltmeisterschaft 2014

(Legende zur Spielerstatistik: Sp oder GP = absolvierte Spiele; T oder G = erzielte Tore; V oder A = erzielte Assists; Pkt oder Pts = erzielte Scorerpunkte; SM oder PIM = erhaltene Strafminuten; +/− = Plus/Minus-Bilanz; PP = erzielte Überzahltore; SH = erzielte Unterzahltore; GW = erzielte Siegtore; 1 Play-downs/Relegation; Kursiv: Statistik nicht vollständig)